# Ganj Par

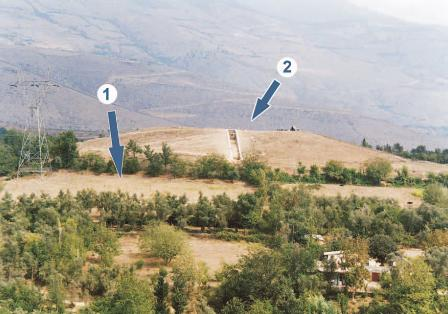
Le site de Ganj Par

Ganj Par est un site préhistorique du Paléolithique inférieur, situé dans la province du Guilan, au nord de l'Iran. Près de 150 outils lithiques en calcaire, en roches magmatiques ou en grès, appartenant à l'Acheuléen ancien, ont été découverts en surface d'une ancienne terrasse alluviale de la Sefid Rud, qui coule aujourd'hui à l'est du site.

## Historique
Le site a été découvert en 2002 par une équipe de préhistoriens du Centre de recherches paléolithiques du Musée national d'Iran. Au cours de trois campagnes de fouilles en 2002-2003, plus de 100 outils lithiques ont été trouvés sur une surface d'environ un demi-hectare.

## Vestiges lithiques
Presque la moitié de l'assemblage lithique est fait de roche calcaire. Parmi les autres outils lithiques, une grande partie sont en grès siliceux ou en roches volcaniques comme le tuf, l'andésite et le basalte. On trouve aussi des chailles et d'autres types de roche.
L'assemblage comprend de nombreux galets taillés, des racloirs volumineux, des bifaces, des hachereaux, un pic trihédrique, des nucléus et de plus petits outils sur éclats. Les bifaces sont généralement épais et grossièrement taillés, et certains ont une forme intermédiaire entre galet taillé et biface. L'assemblage est peu fourni en sphéroïdes et polyhèdres. 

## Analyse
Ces outils non datés présentent des analogies avec les industries acheuléennes les plus anciennes du Caucase et d'Israël et permettent d'inclure l'Iran dans la zone d'extension de l'Acheuléen ancien.

## Autre site
Le site du Paléolithique inférieur de la grotte de Darband se trouve à l'est de Ganj Par.